# Sant Mateu (Baix Maestrat)
Sant Mateu, també conegut com a Sant Mateu del Maestrat, és una vila i municipi del País Valencià de la comarca del Baix Maestrat.
Limita amb Xert, la Jana, Cervera del Maestrat, la Salzadella i Catí.

## Geografia
Sant Mateu, la capital històrica del Maestrat, està situada a 65 km al nord de la capital de província.
El relleu del terme municipal és suau a la zona central i més muntanyenc en els seus laterals, amb muntanyes que en alguns casos superen els 800 m d'altura. Un passadís central travessa el terme de nord a sud drenant les aigües dels barrancs i rierols de Benifarquell, Palau, Coma i Piquis cap a la rambla de Cervera.
El clima és típicament mediterrani, amb estius calorosos i hiverns suaus, i afavoreix una vegetació característica de bosc mediterrani.

## Història
De l'existència de vida prehistòrica ens parlen el poblat iber del Tossal de Carruana i altres deixalles de l'edat del bronze; de l'època romana poca cosa hi ha, malgrat que alguna hipòtesi vol identificar Sant Mateu amb la Intybilys citada pels clàssics.
Alfons d'Aragó fa referència a Sancto Mateo el 1195; ocupada per Jaume I (1208-1276) el 1233, de seguida (17 de juny de 1237) fou donada a poblar per Huc de Follalquer, com a representant de l'orde de l'Hospital, que és qui exerceix el senyoriu, a Guillem Forner, Guillem Colom i Pere Clarigues a furs de Lleida; el 4 de juliol de 1255 el rei conqueridor concedeix fira al poble; el 1257 s'atorga el dret a celebrar mercat fent complir el privilegi que en aquest sentit havia concedit, el 1244, Jaume I; el 1274 fra Berenguer d'Almenara atorga nova carta pobla, aquesta vegada a fur de València; el 1315 s'hi va establir la darrera comunitat càtara al País Valencià. Aquesta comunitat fou la més important fora d'Occitania, tot un veritable centre espiritual de perfectes i lloc de treball d'un col·lectiu humà que representava més del 40 per cent del cens de la vila; molts eren experts en l'artesania del teler, que van fer d'aquesta població la més dinàmica d'Europa en els treballs dels teixits, confeccionats amb llana d'ovella merina. I va ser aquí, a Sant Mateu, on va arribar, des de Morella, l'últim perfecte del catarisme occità, Guillem de Belibasta, per continuar la seva tasca pastoral com a bon home, i on va viure els millors moments de la seva complicada vida, fins que, sis anys després, el seu cap, Guillem de Belibasta, va caure al parany d'Arnau Sicre sicari de la Inquisició; va ser capturat i lliurat a la Inquisició; tota aquesta època és de creixement continuat fins que el 1317 passà a senyoriu de l'orde de Montesa, moment en què es va convertir en la capital efectiva del Maestrat montesià, lloc de residència dels mestres, que manaren erigir a Sant Mateu el seu palau (la Torre), fins i tot les Corts Valencianes s'hi van reunir en diverses ocasions.
Durant el segle xiv coneix una àmplia transformació urbanística i floreixen els moviments artístics i culturals amb orfebres com els Olzina i pintors com els Montoliu i la creació de l'Escola de Llatinitats i Humanitats dintre de l'Estudi de Sant Mateu; unionista el 1347-1348, va sofrir la repressió reial després de la guerra, la qual cosa, juntament amb les epidèmies de finals del segle xiv i primera meitat del XV, tallaren l'expansió socioeconòmica medieval, iniciada per la importància que hi anaren adquirint les relacions comercials amb la Toscana, convertit Sant Mateu en centre exportador de llana; en l'església arxiprestal, magnífic exemplar del gòtic de finals del segle xiv amb portalada romànica tardana i interessant col·lecció d'orfebreria, va concloure el 1429 el cisma d'Occident, en renunciar a la tiara pontifícia Climent VIII (1370-1446) davant Pere de Foix ''el Vell'' legat papal; les Germanies convulsionaren Sant Mateu, els habitants de la qual es trobaven molt dividits; els senyors fugiren vers Morella i Benicarló i els agermanats assassinaren Bernat Zaera, lloctinent de Montesa, el 23 de juny de 1521. El comanador major de l'orde, Francesc Despuig, va acabar amb la revolta agermanada al poble; l'any 1587 acaba el senyoriu eclesiàstic, que passa a la corona; el 1586 Felip II (1527-1598) va visitar la vila.

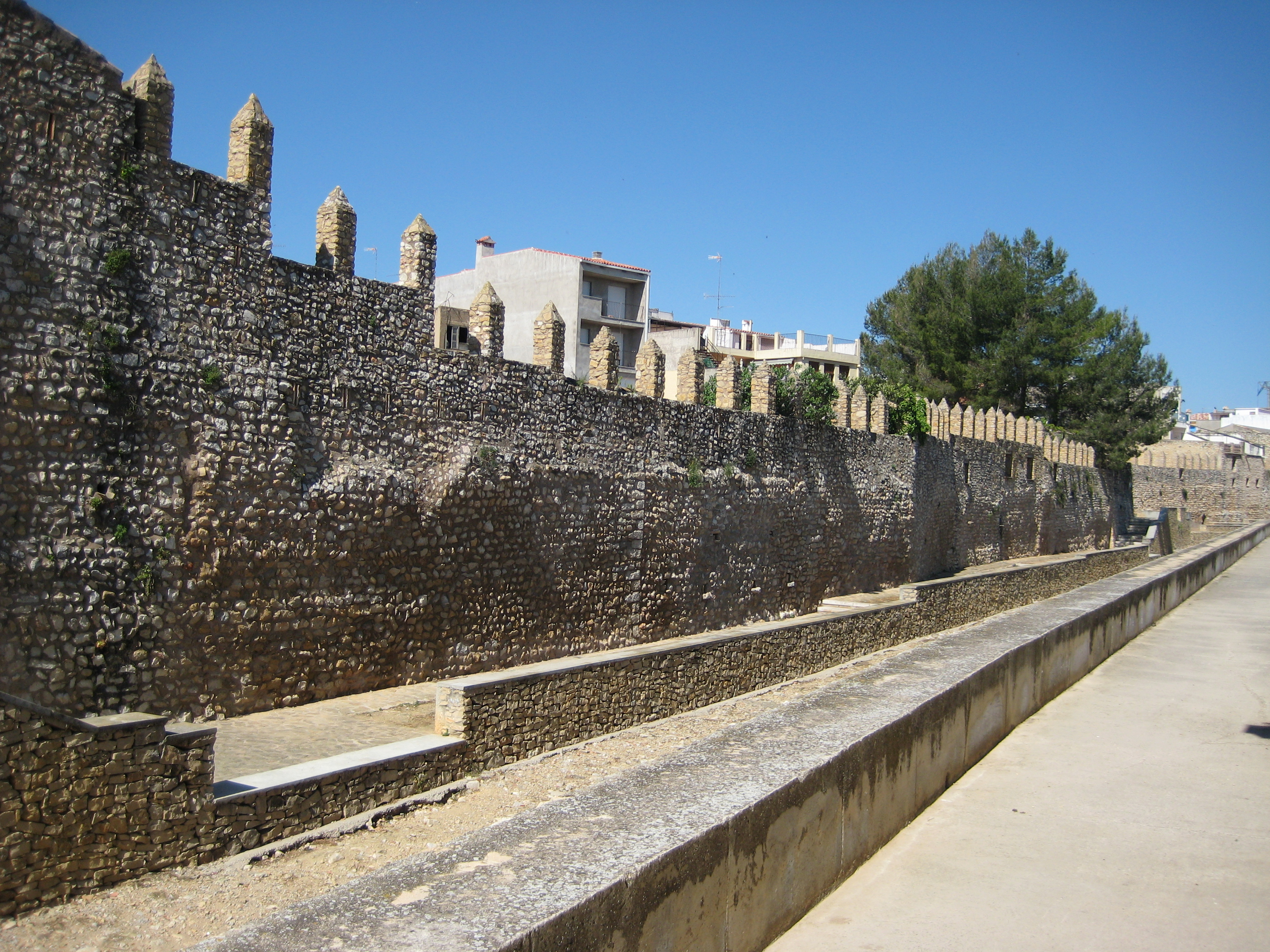
Muralles

La Guerra de Successió va sorprendre Sant Mateu en el bàndol maulet, però els botiflers comandats per Cristóbal de Moscoso, el comte de les Torres, assetjaren la vila des del 28 de setembre de 1705 fins al 9 de gener de 1706, en què, causant força destrosses i incendis en els edificis, ocuparen la vila. Després de la batalla d'Almansa l'ignominiós Felip V (1683-1746) va ordenar la demolició de les muralles.
En la Guerra del Francès sofrí la invasió francesa des de setembre de 1810 a juliol de 1813; també el Trienni Liberal tingué escenari a Sant Mateu, ja que les tropes constitucionalistes es refugiaren a la població i foren atacades pels reialistes.
Durant les Guerres carlines tot el Maestrat fou camp d'operacions d'ambdós bàndols, i Sant Mateu no hi fou excepció amb moltes ocupacions carlines durant la Primera Guerra carlina (El Serrador, Cabrera, Forcadell, en foren els més importants capitosts) que acabaren en maig de 1839, en què el general O'Donnell va acabar amb l'ocupació rebel. Tanmateix, durant la Tercera carlinada també tingué una gran importància estratègica i relació amb destacats personatges del camp carlí (Pasqual Cucala hi constituí el 1872 un batalló carlí).
Forta repercussió hi tingué la desamortització de Mendizábal (1790-1853).
Malgrat totes aquestes vicissituds encara s'hi conserven importants mostres de l'important patrimoni santmatevà.

## Demografia
| Evolució demogràfica (des de 1877) Censos de població | Evolució demogràfica (des de 1877) Censos de població | Evolució demogràfica (des de 1877) Censos de població |
| ----------------------------------------------------- | ----------------------------------------------------- | ----------------------------------------------------- |
|                                                       |                                                       |                                                       |
|                                                       |                                                       |                                                       |
|                                                       | Font: Institut Nacional d'Estadística                 |                                                       |

| Població | 1.806 | 1.823 | 1.903 | 1.930 | 1.956 | 1.999 | 2.043 | 2.084 | 2.162 | 2.187 | 2.169 | 2.118 | 2.112 | 2.066 |

## Economia
L'agricultura (olivera, ametler, cereals, creïlla, hortalissa i llegums) i el turisme són el motor econòmic del poble.

## Política i govern

### Composició de la Corporació Municipal
El Ple de l'Ajuntament està format, des de 2019, per 9 regidors; abans en tenia 11. En les eleccions municipals de 26 de maig de 2019 foren elegits 6 regidors del Partit Socialista del País Valencià (PSPV-PSOE) i 3 del Partit Popular (PP).
| Eleccions municipals de 26 de maig de 2019 - Sant Mateu                                                                        |                                          |                                     |                                     |        |          |          |
| Candidatura | Candidatura                              | Candidatura                         | Cap de llista                       | Vots   | Vots     | Regidors |
| | Partit Socialista del País Valencià-PSOE |                                     | Ana Besalduch Besalduch             | 773    | 68,77%   | 6 (-1)   |
| | Partit Popular                           |                                     | Juan José Mullet Forner             | 341    | 30,34%   | 3 (-1)   |
| | Vots en blanc                            |                                     |                                     | 10     | 0,89%    |          |
| Total vots vàlids i regidors                                                                                                   | Total vots vàlids i regidors             | Total vots vàlids i regidors        | Total vots vàlids i regidors        | 1.124  | 100 %    | 9 (-2)   |
| | Vots nuls                                | Vots nuls                           | Vots nuls                           | 34     | 2,94%    |          |
| Participació (vots vàlids més nuls)                                                                                            | Participació (vots vàlids més nuls)      | Participació (vots vàlids més nuls) | Participació (vots vàlids més nuls) | 1.158  | 83,91%** |          |
| Abstenció | Abstenció                                | Abstenció                           | Abstenció                           | 222*   | 16,09%** |          |
| Total cens electoral | Total cens electoral                     | Total cens electoral                | Total cens electoral                | 1.380* | 100 %**  |          |
| Alcaldessa: Ana Besalduch Besalduch (PSPV) (15/06/2019) Per majoria absoluta dels vots dels regidors (6 vots de PSPV)          |                                          |                                     |                                     |        |          |          |
| Fonts: JEC, JEZ Vinaròs, M. Interior, Periòdic Ara. (* No són vots sinó electors. ** Percentatge respecte del cens electoral.) |                                          |                                     |                                     |        |          |          |

### Alcaldes
Des de 2011 l'alcaldessa de Sant Mateu és Ana Besalduch Besalduch del Partit Socialista del País Valencià (PSPV-PSOE).
| Període                       | Alcalde o alcaldessa     | Partit polític | Data de possessió | Observacions |
| ----------------------------- | ------------------------ | -------------- | ----------------- | ------------ |
| 1979–1983                     | José Manuel Vilagrasa    | PSPV-PSOE      | 19/04/1979        | --           |
| 1983–1987                     | José Manuel Vilagrasa    | PSPV-PSOE      | 28/05/1983        | --           |
| 1987–1991                     | Ramón Arnau Garcia       | AP             | 30/06/1987        | --           |
| 1991–1995                     | Manuel Ferreres Ferreres | PP             | 15/06/1991        | --           |
| 1995–1999                     | Manuel Ferreres Ferreres | PP             | 17/06/1995        | --           |
| 1999–2003                     | Manuel Ferreres Ferreres | PP             | 03/07/1999        | --           |
| 2003–2007                     | Manuel Ferreres Ferreres | PP             | 14/06/2003        | --           |
| 2007–2011                     | Manuel Ferreres Ferreres | PP             | 16/06/2007        | --           |
| 2011–2015                     | Ana Besalduch Besalduch  | PSPV-PSOE      | 11/06/2011        | --           |
| 2015–2019                     | Ana Besalduch Besalduch  | PSPV-PSOE      | 13/06/2015        | --           |
| 2019-2023                     | Ana Besalduch Besalduch  | PSPV-PSOE      | 15/06/2019        | --           |
| Des de 2023                   | Ana Besalduch Besalduch  | PSPV-PSOE      | 17/06/2023        | --           |
| Fonts: Generalitat Valenciana |                          |                |                   |              |

## Monuments
La plaça Major, voltada de vells casalots i d'amplis porxos, és el centre de la població, vertadera capital històrica de la comarca, tot i que no ho és administrativament, i és l'eix de tot el seu ric patrimoni monumental.

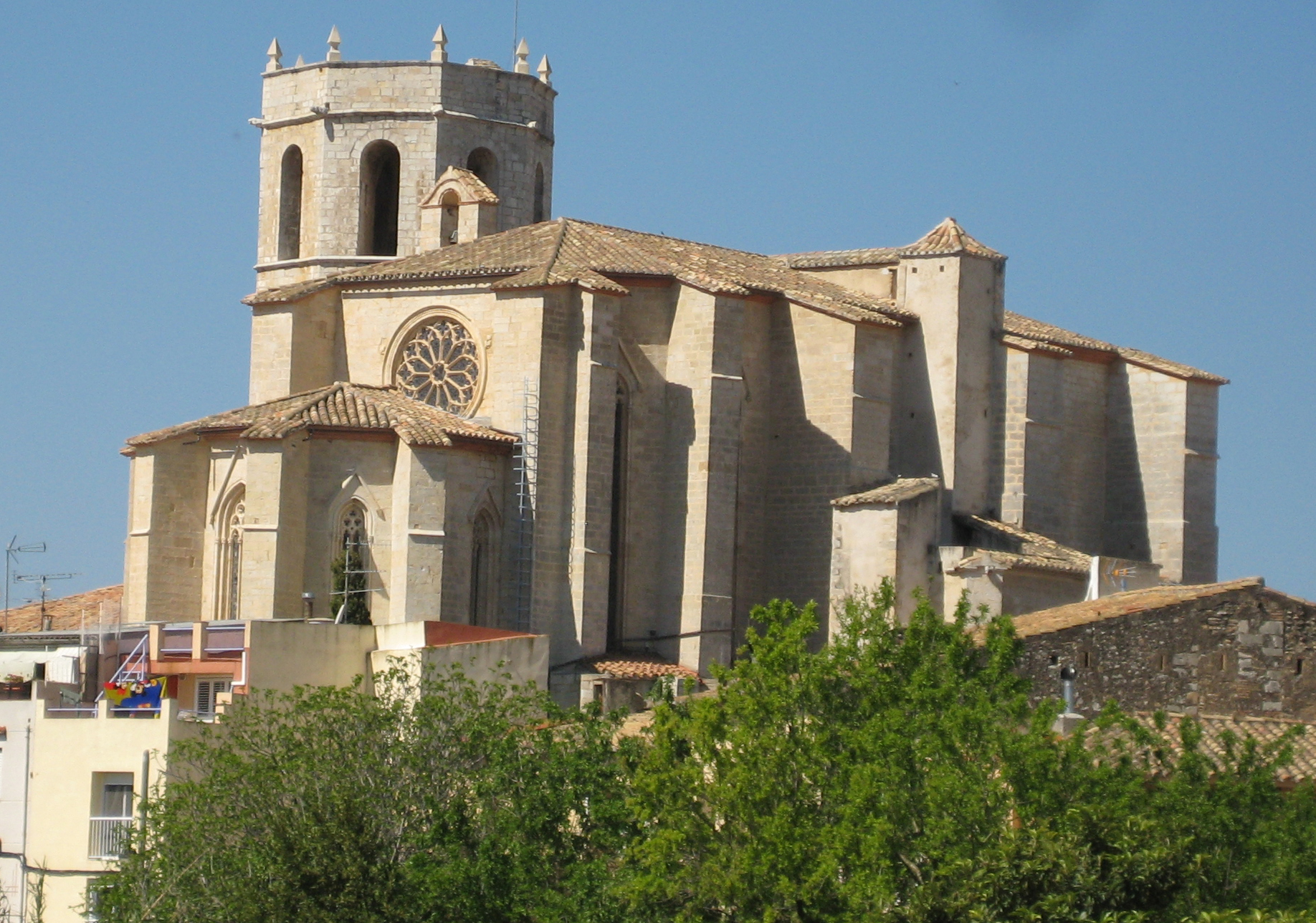
Església Arxiprestal

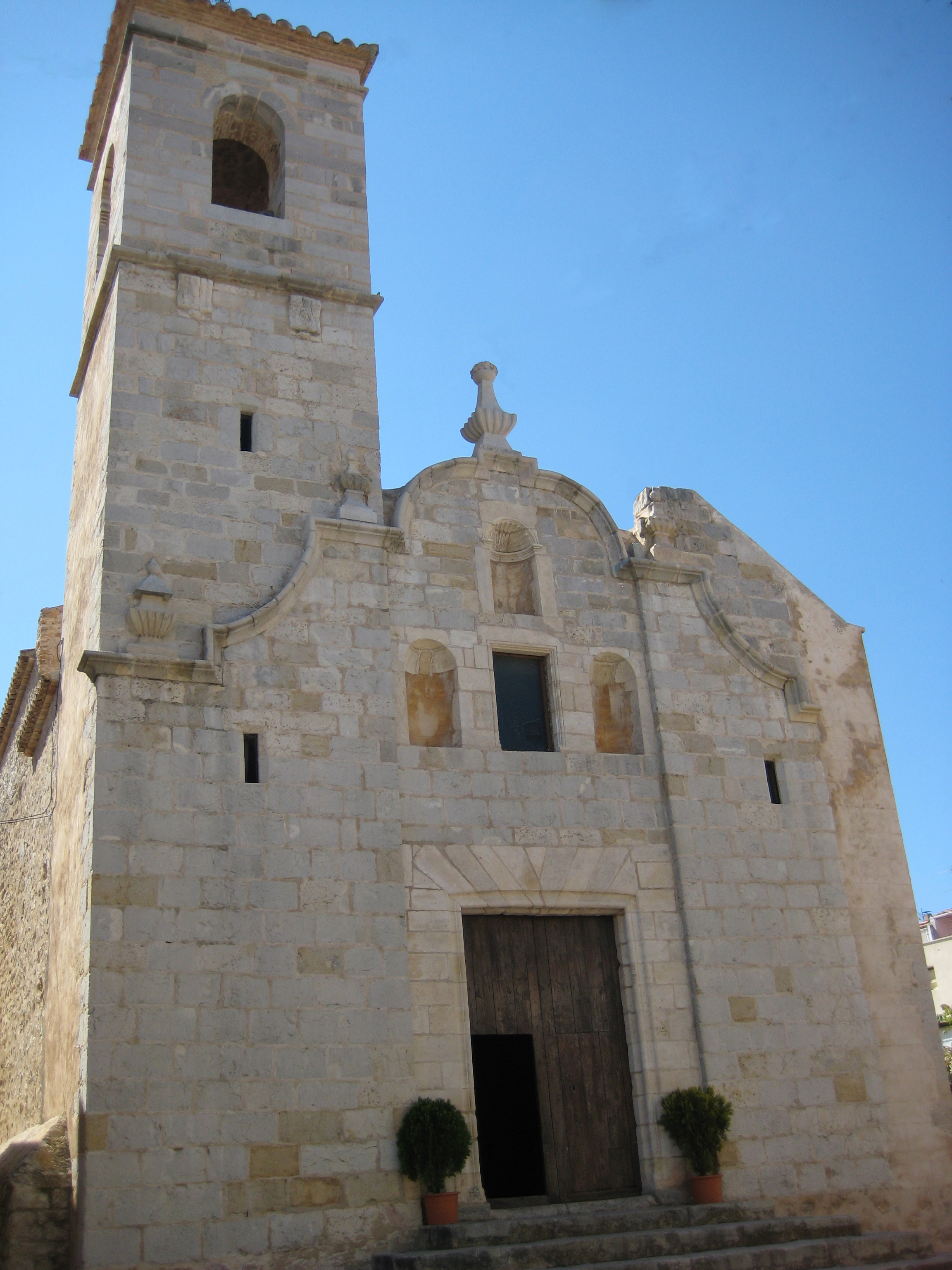
Església de Sant Pere

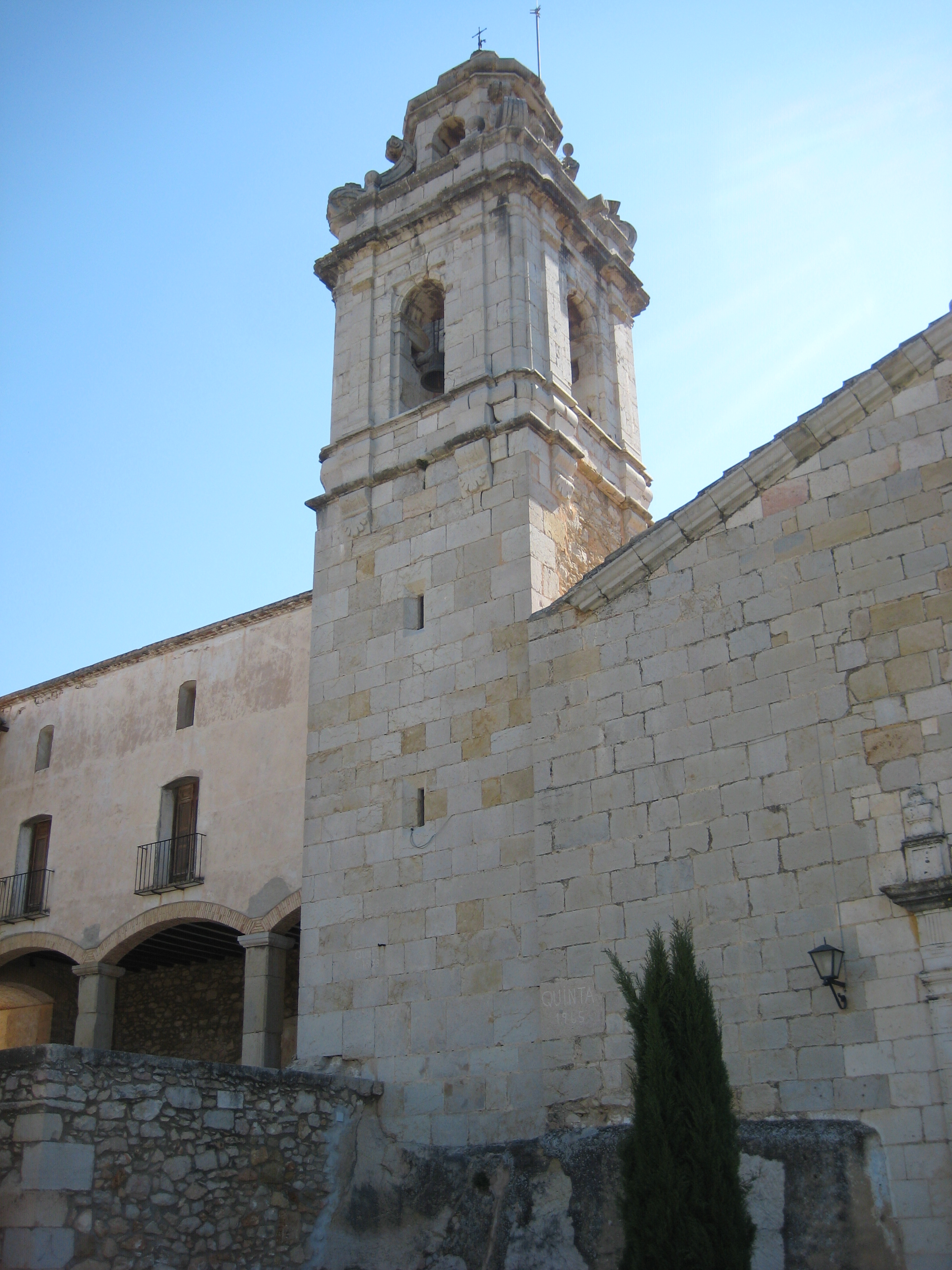
Ermita de la Mare de Déu dels Àngels

### Monuments religiosos
- Església arxiprestal

L'església arxiprestal de Sant Mateu és dels segles XIII al XV. És un monument clau de l'arquitectura gòtica al País Valencià, reconegut com a Bé d'Interès Cultural. Els seus elements principals són: portada romànica (s. XIII), nau gòtica (s. XIV-XV), porta lateral gòtica i torre campanar (s. XV), capella de la Verge dels Àngels (s. XVII) i capella de la Comunió (s. XVIII). En el seu interior, estan les instal·lacions del Museu Arxiprestal.
- Església de Sant Pere

Bastida el segle xiii i reformada el XVIII, en estil barroc. Monument declarat Bé de Rellevància Local. L'església sembla que és la més antiga de la vila i la seva ubicació està en el qual va ser primitiu nucli de la població, conegut com a suda.
Està construïda en maçoneria i carreus. Als peus se situa la façana principal de carreus i centrada per la porta d'accés, d'arc de llinda. Formant part de la façana es troba una torre de dos cossos, també de carreus. És un edifici d'una sola nau dividida en cinc trams. Suports de murs, pilastres i arc de mig punt en la nau. Es cobreix la nau amb volta de canó amb llunetes, la capella major voltada i la sagristia plana. El cor enlaire i als peus, amb barana balustrada de fusta tornada.
- Convent de Santa Anna

El convent és de 1590, fou expropiat en la Guerra Civil espanyola per la CNT i restaurat durant la dictadura a les seues propietàries; l'església és de 1704.
Conjunt declarat Bé de Rellevància Local. L'església està construïda en maçoneria i carreus, d'una sola nau dividida en quatre trams amb capelles laterals i creuer. La façana està dividida en tres cossos separats per línies d'imposta i amb una rematada en balustrada cega. Destaquen les dues torres bessones que formen part del cos de la façana i la cúpula del creuer que en l'exterior presenta forma prismàtica. La coberta exterior és a dues aigües. En l'interior, suports de murs, pilastres i arcs de mig punt. La volta de canó cobreix la nau, els braços del creuer i capella major, mentre que les capelles laterals es cobreixen amb volta bufada i el creuer amb una cúpula sobre petxines. El cor se situa enlaire als peus de l'edifici.
- Ermita de la Mare de Déu dels Àngels

L'ermita de la Mare de Déu dels Àngels de Sant Mateu és un magnífic conjunt dels segles xvi-xvii, amb església, hostal, pou i impressionant vista panoràmica.
- Ermita de Sant Cristòfol

És una construcció de finals del segle xiv, amb una arquitectura gòtica molt senzilla, de caràcter popular, situada al cim d'una muntanya a la serra de la Vall d'Àngel, a tres quilòmetres al sud-est de la població.
- Campanar de les Llàstimes

El campanar, de 1737, és l'únic que resta del convent de Sant Domènec, que es fundà en l'any 1360. El nom amb el qual se'l coneix ve motivat per la desamortització de Mendizábal que va fer desaparèixer el convent. El convent dels dominics estava situat al costat del palau dels Maestres de Montesa i destacava pel seu claustre i l'església d'arcs ogivals.
Es tracta d'una torre de planta quadrada i quatre cossos. En els tres primers cossos, els murs són de maçoneria i en l'últim de carreus, amb rematada en barana balustrada i cos octogonal a manera de llanterna, apareix un escut amb la creu de Montesa i una inscripció que indica 1737.

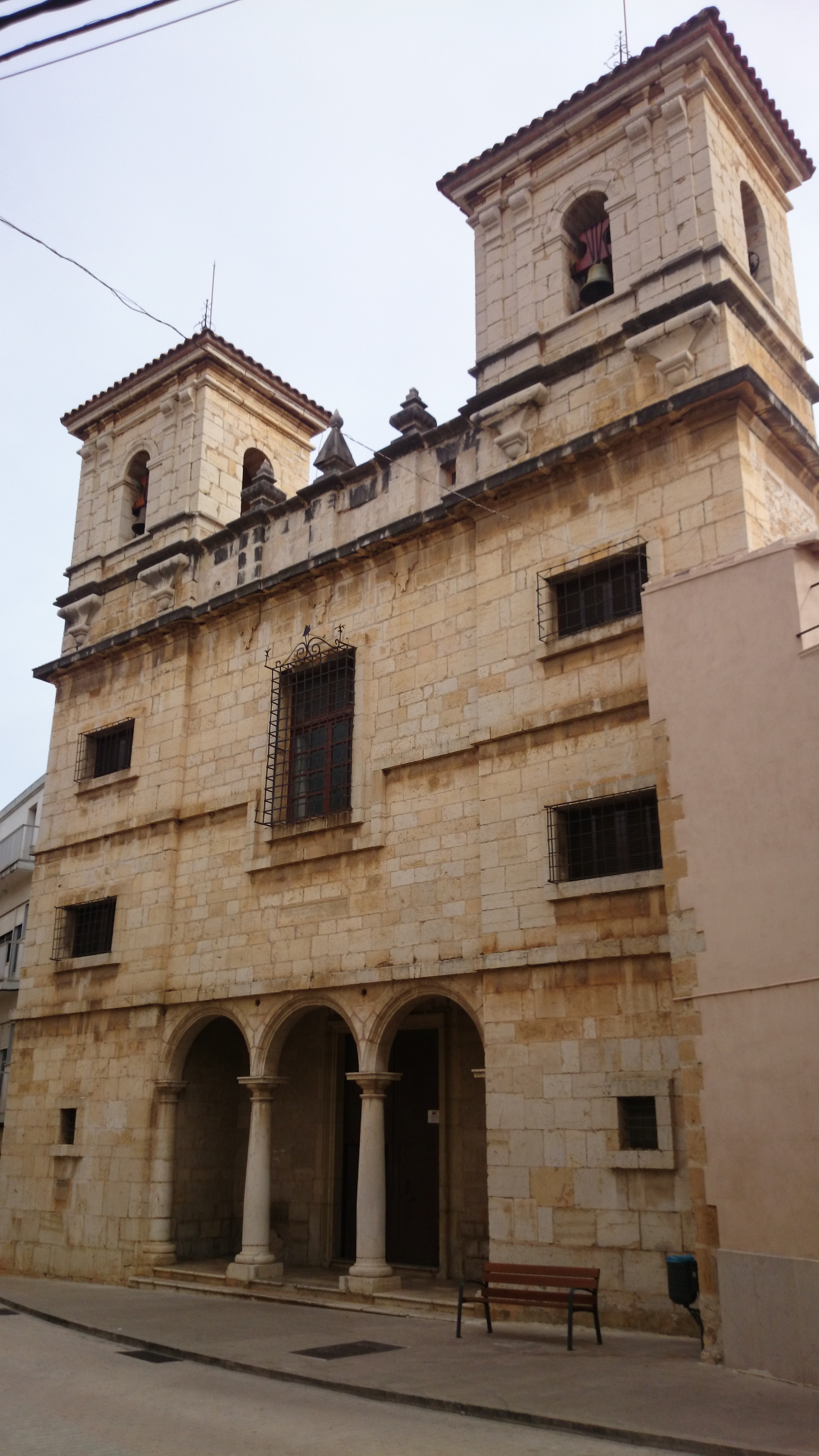
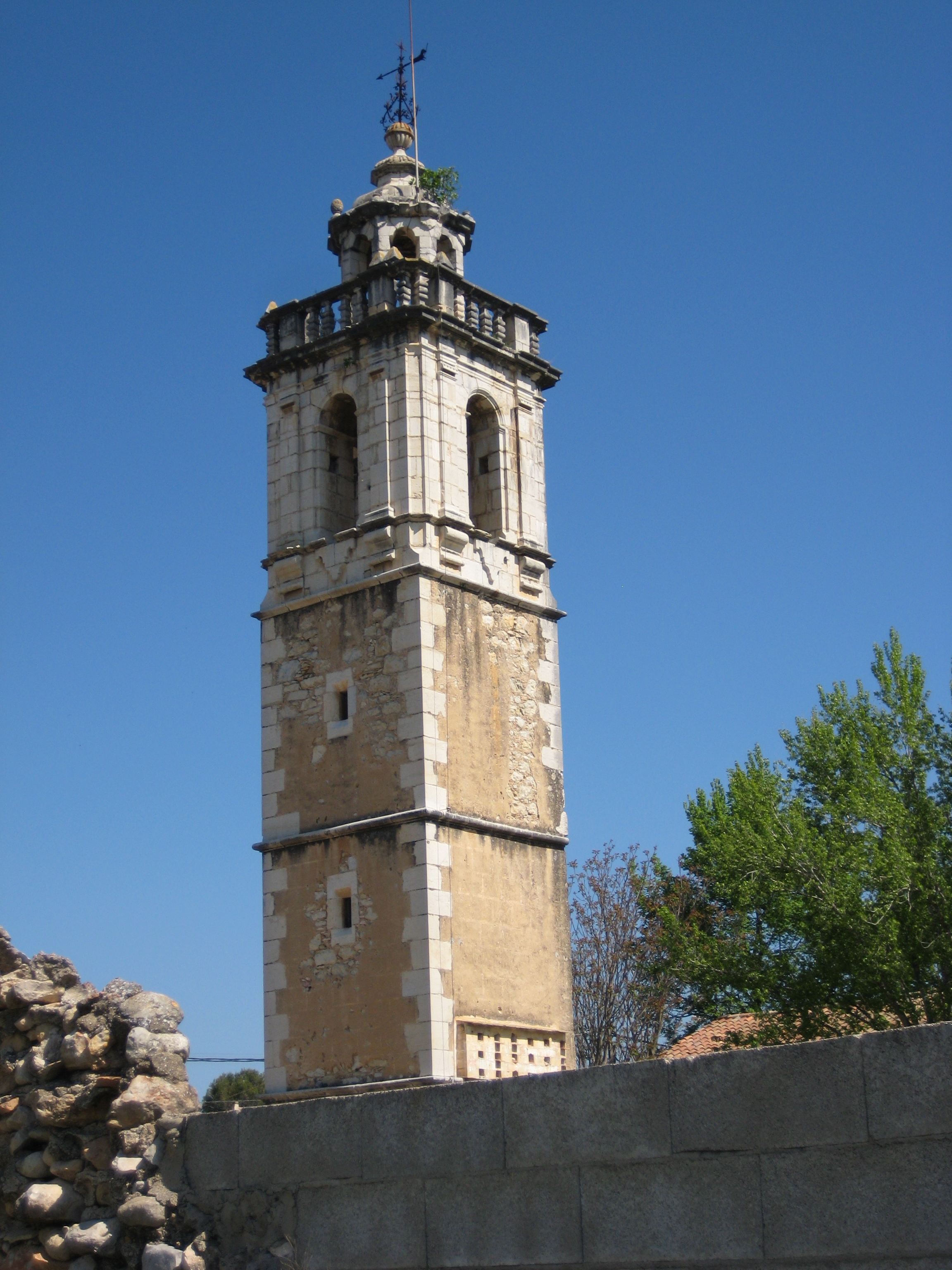

- Façana de l'església del convent de les Agustines
- Campanar de les Llàstimes

### Monuments civils
- Casa Consistorial

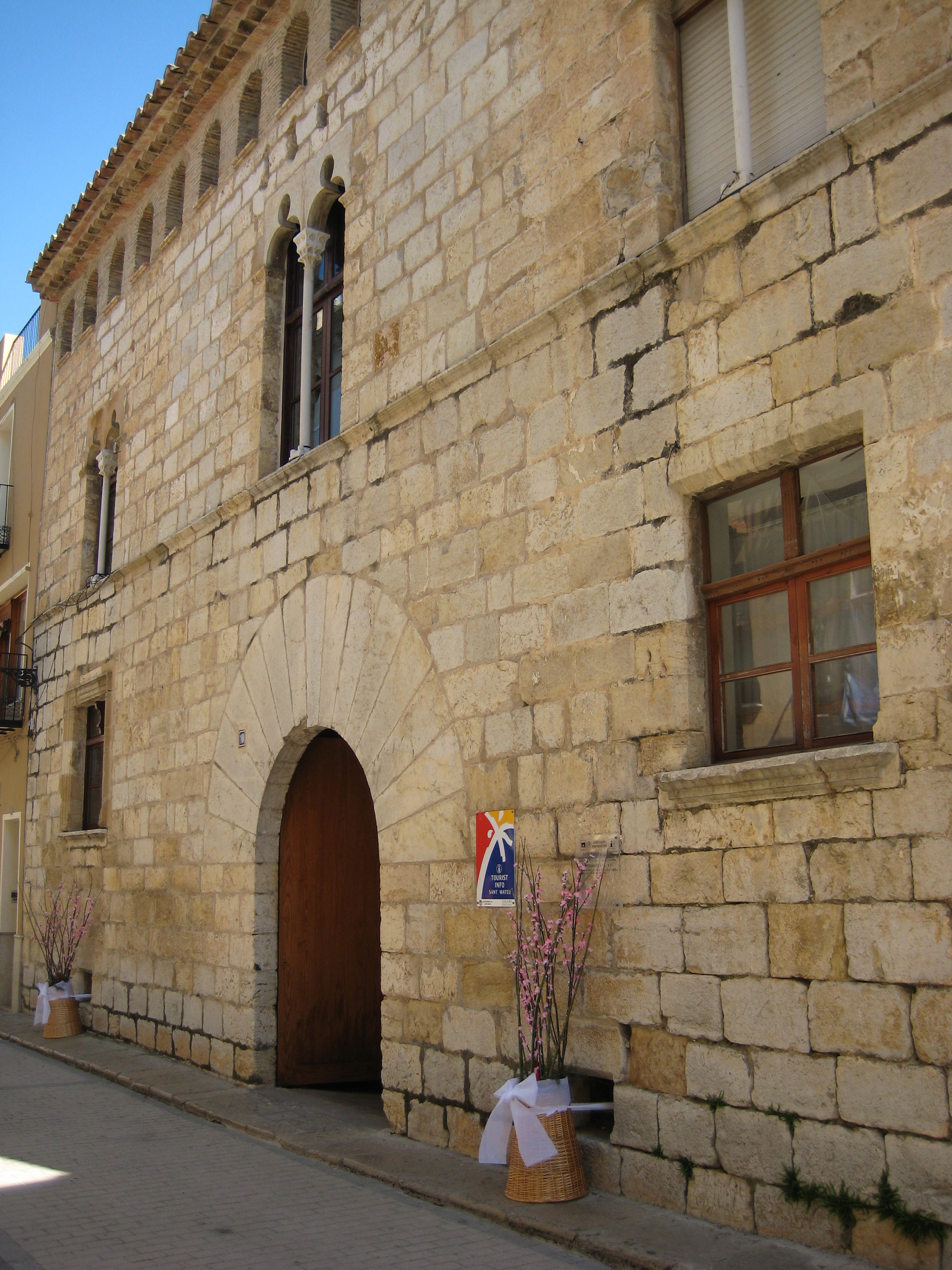
Palau Borrull

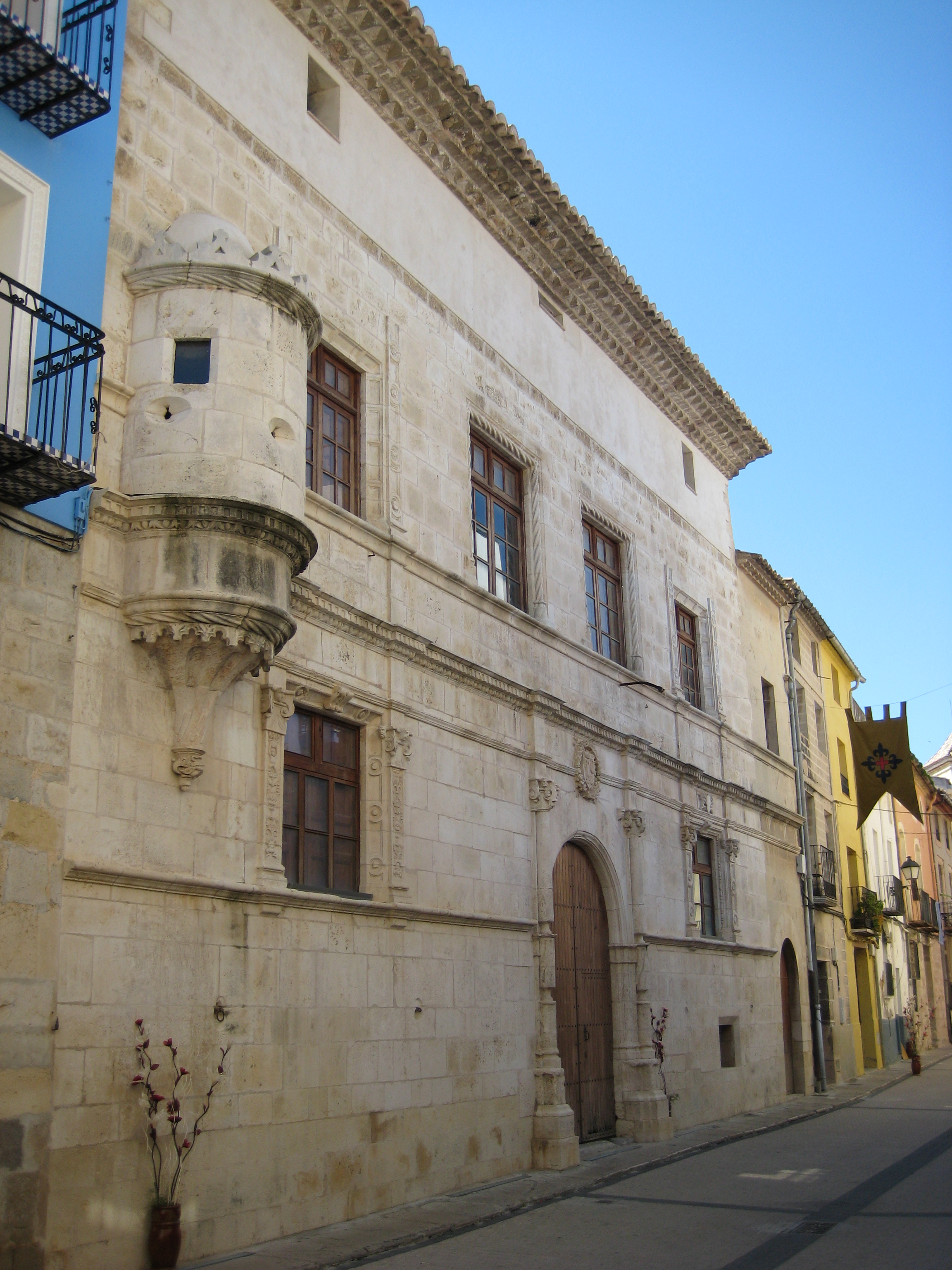
Palau de Villores

La casa consistorial de Sant Mateu, del segle xiv, és un monument declarat Bé de Rellevància Local. Es tracta d'un típic exemple del gòtic civil valencià.
Palau entre mitgeres construït per a seu de la cort i conegut, per tant, com Cort Nova. Presenta una àmplia façana de carreus amb quatre finestres dividides per trencallums en la planta noble. El conjunt de les portes de la façana ha sofert nombroses transformacions, igual que l'interior, que ha sofert bastants rehabilitacions.
En destaca el saló de Plens amb bigues de fusta i finestres que comuniquen amb el carreró dels Jueus, i n'és una d'arc trilobulat.
- Carreró dels Jueus

Carrer medieval restaurat el 1992.
- Font de l'Àngel

Datada del 1386, reconstruïda en el XVIII i restaurada el 1867.
Situada en la plaça Major, espai urbà declarat Bé de Rellevància Local. Aquesta font sembla una de les més antigues de la població, encara que la forma actual ha d'estar datada del segle xviii, tant per la seva forma com per la imatge que la remata.
La font és de planta octogonal amb reixa de ferro. En el centre, una columna sosté la tassa de pedra composta de dues semiesferes buides i motlures exteriors. En la part inferior s'aprecien quatre canelles en forma de caps d'animal. Sobre l'esfera es troba una base de pedra que sosté la figura en bronze d'un àngel amb vestimentes en moviment, imatge molt pròpia del segle xviii i que constituïx la representació simbòlica del patró de la població, sant Mateu Evangelista.
- Font de Santa Maria de Montesa

Datada del 1365. Semblant a l'anterior.
- Palau Borrull

El palau Borrull, del segle xv, fou utilitzat com a Audiència. Monument declarat Bé de Rellevància Local contigu a l'Ajuntament, del qual està separat pel carreró dels Jueus. De 1883 a 1892, s'hi va instal·lar l'Audiència d'Assumptes Criminals del Partit Judicial de Sant Mateu, fet aquest que condiciona el nom pel qual es coneix popularment aquest edifici.
Presenta una àmplia façana de carreus de composició simètrica juntament amb una porta d'accés situada sota un gran arc adovellat. També cal destacar el ràfec construït amb vols successius de teules i maó. L'entrada consta d'un ampli espai separat per tres trams d'arcs. L'interior ha estat molt modificat a causa dels diversos usos de l'edifici.
- Palau del Marqués de Villores

Conegut popularment com el Sindicat. Renaixentista, del segle xvi, és un monument declarat Bé de Rellevància Local. És un palau renaixentista amb façana de carreus magnífics que encara conserva la tipologia distributiva del gòtic. En destaquen els elements següents: les pilastres decorades amb grotesques que envolten les finestres, l'escut nobiliari situat sobre la porta, la garita lateral, la distribució simètrica de la façana compartimentada per línia d'impostes, l'arc helicoïdal de tradició gòtica i el paviment de l'entrada.
- Forn medieval

En funcionament des de 1386. Monument declarat Bé de Rellevància Local. Edifici de planta rectangular amb teulada de teula àrab a dos vessants. El sistema estructural és de pòrtics d'un sol arc, paral·lels a la façana. La fàbrica és de maçoneria i els arcs adovellats estan toscament treballats. El 1386, el maestre de Montesa fra Albert de Thous concedeix a la vila l'establiment de forns, i n'és aquest un dels documentats.
- Muralles

Voltaven la ciutat, però van ser enrunades abans del segle xvii. Hi ha escasses romanalles al voltant de l'església de Sant Pere i disseminades pel barri antic.
- Torre de Cantacorbs i portal de Morella

Del segle xiv.
- Torre Palomar

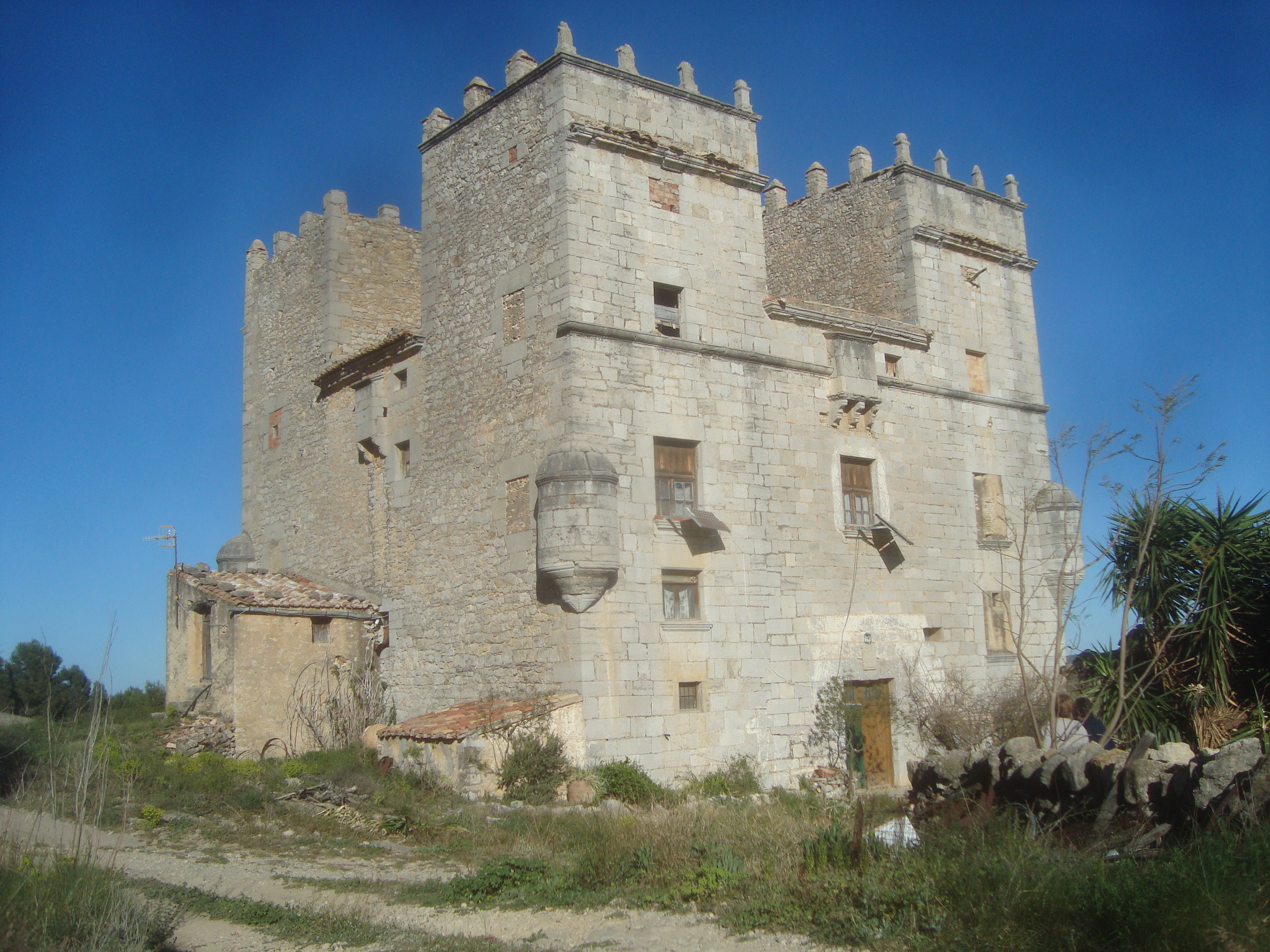
Torre Palomar

Masia fortificada del XVI, probablement erigida sobre una d'àrab.
- Les presons

Edifici que albergà la primera presó al poble i que actualment allotja el Museu de les Presons Medievals, amb una bona mostra etnològica.

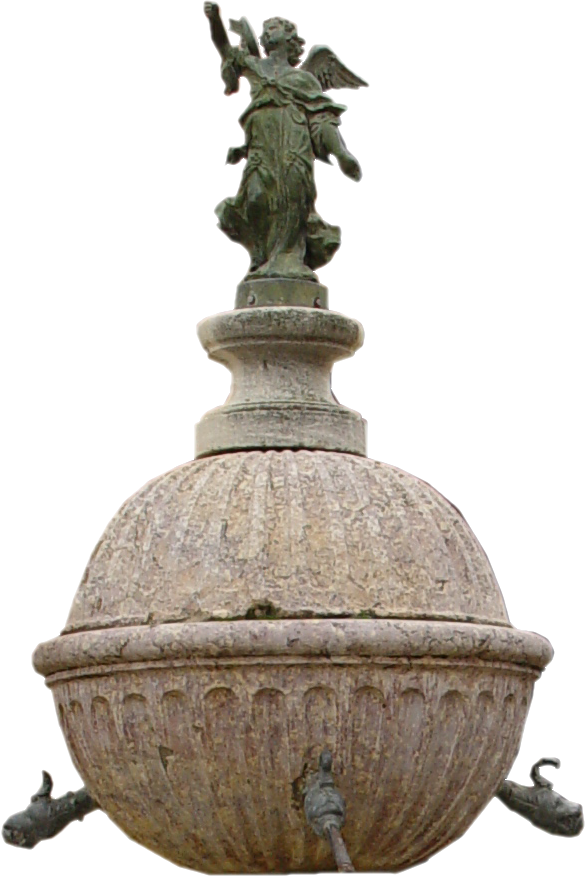

- Font de l'Àngel

## Personatges il·lustres
- Sergio Aragonés Domenech, dibuixant de còmics, nacionalitzat mexicà i resident a Califòrnia.
- Llucià Carbó Esquer (1931-2007), pescador i cantant d'havaneres.
- Pere Jaume Esteve (1500-1556), metge, botànic i humanista.
- Francesc Mulet, frare dominic i escriptor satíric del segle xvii.
- Antonio Pitarch Simó (1814-1887), organista.
- Vicenç Pitarch Simó (1826-1884), organista, pianista i compositor.

## Cultura
- Col·lecció Museogràfica "Les Presons": Museu de Càrcers Medievals.

- Museu Històric i Etnològic Municipal. Museu situat en el palau Borrull. Està dedicat a la història i costums de la població. En les seves sales històriques destaquen peces com el peiró de Santa Bàrbara (segle xiv), el Llibre de privilegis de Sant Mateu (s. XV), la maqueta del desaparegut palau dels Maestres de Montesa, ceràmica ibera, etc.

- Museu Paleontològic "Juan Cano Forner". És considerada com la millor col·lecció privada de paleontologia del País Valencià. Destaca per la quantitat de peces exposades, unes 5.000, per la seua varietat i pel valor d'algunes seccions, especialment la d'ammonites, que és de les millors d'Espanya.

- Museu Axiprestal d'Art Religiós. Conté peces relacionades amb la història, el culte i l'ornament de l'església Arxiprestal de Sant Mateu. Les peces més importants del museu són les d'orfebreria. Cal destacar la "Creu Grossa", una creu processonal de 1397, obra mestra de l'orfebreria gòtica valenciana, el calze del Papa Luna (s. XV), el reliquiari de Madonna Galina (s. XV) i el Lignum Crucis (s. XV). També valen la pena les diferents parts del retaule gòtic de pedra del segle xiv conservades en el museu.

- Estiu Cultural. Programació cultural amb representacions de teatre i concerts de música clàssica que es desenvolupa al llarg del mes de juliol i primera quinzena d'agost.

- Jornades culturals de Sant Mateu. Del 6 al 8 de desembre.

## Llocs d'interès
- Pont de la Jana. Microreserva de flora.
- Racó del Frare. Paratge Natural Municipal.
- Senderisme. Sant Mateu disposa de tres senderes de petit recorregut (PRV) senyalitzades en el terme municipal que abasten la seua gairebé totalitat i en part discorren per vies de tradició històrica, com són la Via Augusta i els assagadors.

## Festes i celebracions
- Festes patronals. Del 19 al 29 d'agost. Aquests dies es caracteritzen per la gran animació al poble, els bous, les revetlles, els concerts, els balls, etc. En honor de sant Climent, el 20 d'agost, es realitza la tradicional dansa del "Ball Pla".

- Sant Mateu Apòstol. El 21 de setembre.

- Setmana Santa. Té com a acte principal la processó de les Verges del Dijous Sant, encara que també cal destacar les processons del Divendres Sant i la de l'Encontre, el Diumenge de Resurrecció. De Divendres Sant a Diumenge de Pasqua se celebra la Fira del Comerç, Arts i Oficis del Maestrat.

- Mare de Déu dels Àngels. Amb la tradicional romeria el segon dissabte després de Pasqua de Resurrecció. L'any 2009 es commemorà el 425 aniversari de l'aparició de la Mare de Déu dels Àngels de Sant Mateu.

- Sant Antoni. El 17 de gener.